# Kvarnsjön (Romelanda socken, Bohuslän)
Kvarnsjön är en sjö i Kungälvs kommun i Bohuslän och ingår i Göta älvs huvudavrinningsområde. Kvarnsjön ligger i Svartedalen Natura 2000-område. Sjön är 20 meter djup, har en yta på 0,1662 kvadratkilometer och är belägen 114,7 meter över havet.